# Eymeux
Eymeux este o comună în departamentul Drôme din sud-estul Franței. În 2009 avea o populație de 959 de locuitori.

## Evoluția populației
| An        | 1975 | 1982 | 1990 | 1999 | 2006 | 2009 |
| --------- | ---- | ---- | ---- | ---- | ---- | ---- |
| Populație | 411  | 475  | 510  | 573  | 843  | 959  |